# Sphaeranthus salinarum
Sphaeranthus salinarum là một loài thực vật có hoa trong họ Cúc. Loài này được Symoens miêu tả khoa học đầu tiên năm 1953.